# James Butler, I duque de Ormonde
James Butler, primer duque de Ormonde (19 de octubre de 1610 – 21 de julio de 1688), fue un estadista y militar anglo-irlandés. Es más conocido por su intervención durante las Guerras confederadas de Irlanda de la década de 1640, cuando comandó las fuerzas realistas inglesas en Irlanda.

## Primeros años
James Butler era el hijo mayor de Thomas Butler, vizconde de Thurles, y de Elizabeth, hija de Sir John Poyntz. Era nieto de Walter Butler, XI conde de Ormond. Los Butler de Ormond eran una dinastía de viejos ingleses que había dominado el sureste de Irlanda desde la Edad Media. Nació en Londres. Cuando su padre murió ahogado en 1619, el joven James fue nombrado pupilo real por Jacobo I, apartado de su tutor católico y enviado a la casa de George Abbot, arzobispo de Canterbury, con quien permaneció hasta 1625. El cambio de tutor sería tremendamente importante para el futuro de James, ya que, a diferencia de todos sus parientes de la dinastía Ormonde, él era protestante. Eso hizo que sus relaciones familiares se vieran enrarecidas, ya que en tiempos de Cromwell todos los Ormonde excepto él sufrieron embargos de tierras y discriminación legal a causa de su religión.
En 1625 se trasladó a Irlanda para vivir con su abuelo. En diciembre de 1629 se casó con su prima, Lady Elizabeth Preston, hija y heredera de Richard, conde de Desmond, lo que puso fin a una larga disputa entre ambas familias y unió sus propiedades. En 1632, a la muerte de su abuelo, se convirtió en conde de Ormonde.

## La Rebelión irlandesa
Antes de la Rebelión, Ormonde ya tenía cierta reputación en Irlanda. Su carrera activa comenzó en 1633 con la llegada de Thomas Wentworth, conde de Strafford, de quien recibió un trato muy favorable. En una carta al rey, Strafford describía a Ormonde como "joven, pero a fe mía, con la cabeza bien asentada". Ormonde se convirtió en su principal amigo y defensor. Wentworth planeó confiscaciones a gran escala de propiedades católicas (véase Colonizaciones de Irlanda), decisión apoyada por Ormonde pero que enfureció a muchos de sus parientes, hasta el punto de empujar a muchos de ellos a oponerse a Wentworth, y finalmente a rebelarse. En 1640, en ausencia de Wentworth, Ormonde fue nombrado comandante en jefe de las fuerzas británicas en Irlanda.
Con el estallido de la Rebelión, Ormonde se encontró al mando de las fuerzas gubernamentales en Dublín. Prácticamente la totalidad del resto del país había caído en manos de los rebeldes católicos, que incluían a muchos de los Butler parientes de Ormonde. Sin embargo, sus lazos familiares no fueron completamente cortados. Su esposa e hijo fueron escoltados por los rebeldes desde Kilkenny a Dublín por Richard Butler, III vizconde de Mountgarret, que era primo suyo.
Ormonde organizó varias expediciones desde Dublín para limpiar el área adyacente de fuerzas rebeldes. En 1642 liberó Naas, y luego la parte norte de La empalizada. Los jueces Reales sospechaban de Ormonde por su parentesco con muchos rebeldes, por lo que fue requerido en la corte tras liberar Drogheda. Recibió el agradecimiento público del Parlamento de Inglaterra, y una joya por valor de 620£.
El 15 de abril de 1642 ganó la batalla de Kilrush contra Lord Mountgarret, y el 30 de agosto del mismo año recibió el título de marqués. El 16 de septiembre fue nombrado Teniente General, bajo las órdenes directas del rey.
El 18 de marzo de 1643 venció a las fuerzas lideradas por Thomas Preston, en la batalla de New Ross. Sin embargo, su situación se complicó muy pronto.

## Inicio de la Guerra Civil Inglesa
En septiembre de ese año estalló la Guerra Civil Inglesa, dejando a Ormonde sin tropas de refuerzo desde Inglaterra. La lealtad de los Covenanters Escoceses, presentes en el Úlster desde que habían desembarcado un ejército en el país en 1642 para aplastar la rebelión irlandesa, era muy incierta, como demostraría su posterior apoyo al Parlamento en contra del rey. Unido al hecho de que los rebeldes aún controlaban dos tercios de Irlanda, Ormonde acordó un "cese" o alto el fuego con los católicos, según el cual la mayor parte de Irlanda pasó a manos de la Confederación Católica irlandesa, quedando en manos de comandantes ingleses tan solo algunos pequeños distritos en la costa este y alrededor de Cork, así como algunas fortalezas en el norte y el oeste. Esta tregua recibió las protestas vehementes de los distintos Lores Justicia y la comunidad protestante en general en Irlanda.
Tras establecer la tregua, Ormonde, siguiendo órdenes del rey, despachó parte de sus tropas a Inglaterra para luchar en el bando realista. Estas fueron desbandadas muy pronto por Thomas Fairfax en la batalla de Nantwich, el 26 de enero de 1644. Ormonde fue ascendido a Señor Teniente de Irlanda en enero de 1644, con órdenes de evitar que los enemigos parlamentaristas del rey pudieran recibir refuerzos desde Irlanda, así como conseguir más tropas para reforzar al bando realista en Inglaterra. Con ese fin, recibió instrucciones específicas de que hiciera todo lo posible para mantener ocupado al ejército Covenanter escocés en el norte de Irlanda. Recibió también poderes especiales y la autoridad real para negociar un tratado con los católicos confederados de Irlanda, que en caso de lograrse, permitiría que todas sus tropas fueran enviadas de vuelta a Inglaterra a luchar en el bando del rey.

## Negociaciones con los Confederados Irlandeses

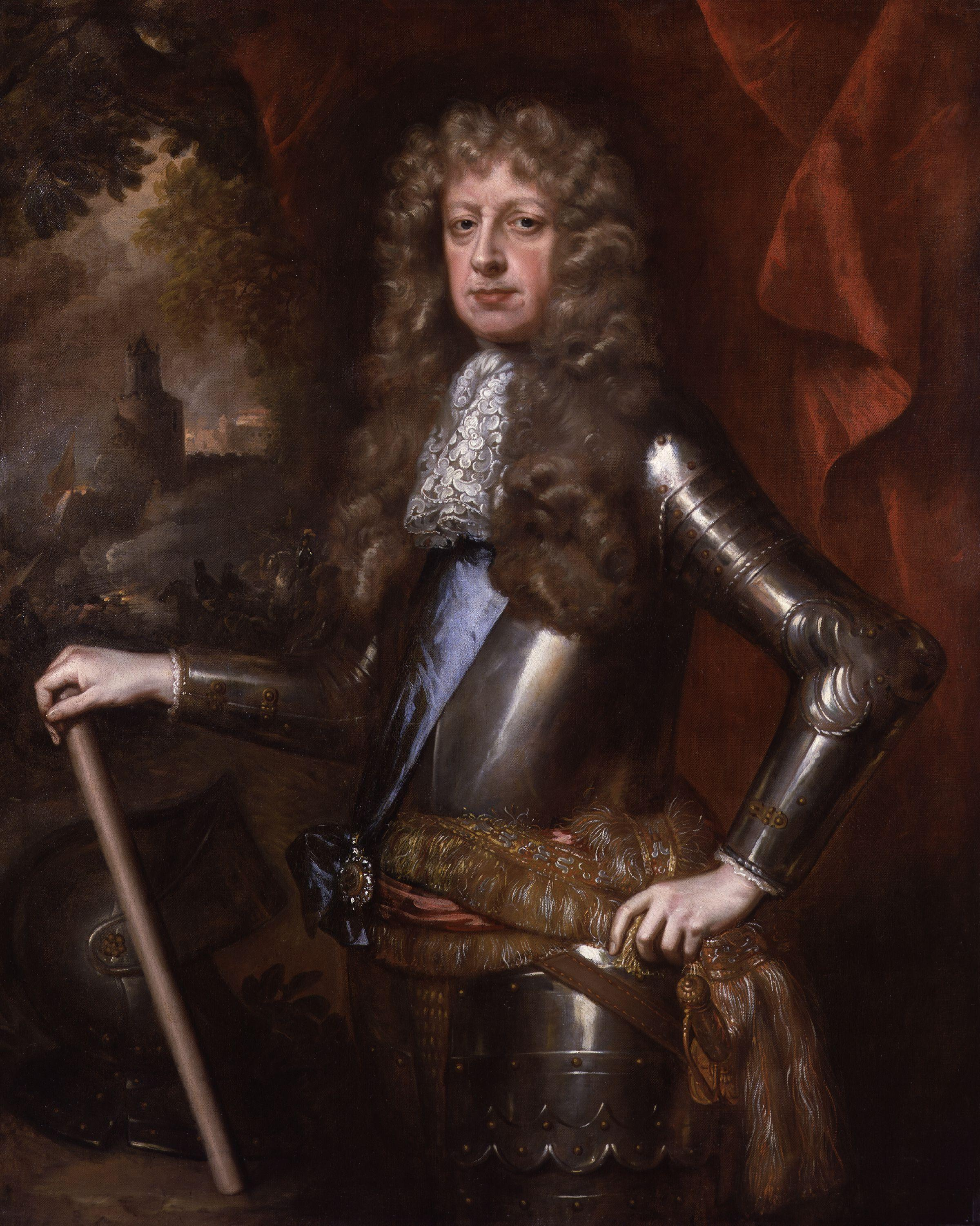

Ormonde se encontraba por tanto con la difícil tarea de reconciliar bajo la causa del rey a las distintas facciones presentes en Irlanda. Tanto los Viejos Irlandeses (nativos de la isla) como los Viejos Ingleses (católicos irlandeses de ascendencia inglesa) se encontraban representados en la Irlanda confederada, que era esencialmente un gobierno católico independiente basado en Kilkenny. Por una parte, estos deseaban desesperadamente llegar a un acuerdo con el rey Carlos I de Inglaterra: apoyo a cambio de libertad de culto y autogobierno. Por otra, cualquier concesión realizada por Ormonde a los confederados debilitaba su apoyo entre protestantes ingleses y escoceses en Irlanda. Por lo tanto, las negociaciones entre Ormonde y los confederados fueron tortuosas, incluso a pesar de que muchos de los líderes confederados eran amigos o parientes suyos.
En 1644 ayudó a Randall Macdonnell, primer marqués de Antrim, a organizar una expedición confederada irlandesa contra Escocia, liderada por Alasdair MacColla, con el fin de ayudar a los realistas escoceses a iniciar la Guerra Civil Escocesa, la única intervención de tropas católicas irlandesas en suelo inglés durante la Guerra Civil.
Las dificultades de su posición se vieron muy incrementadas por el tratado secreto que firmó Edward Somerset, segundo marqués de Worcester, con los católicos irlandeses el 25 de agosto de 1645. Por su parte, Ormonde firmó un tratado el 28 de marzo de 1646 con los confederados que les garantizó concesiones religiosas y eliminó varias de sus quejas. Sin embargo, la Asamblea General Confederada rechazó el pacto, en parte a causa de la influencia del nuncio apostólico del papa Inocencio X, Giovanni Battista Rinuccini, que deseaba evitar que los católicos firmaran un tratado de compromiso sin suficientes concesiones. Los firmantes del tratado fueron arrestados y los confederados declararon finalizada la tregua con los realistas.
Pronto fue evidente que Ormonde no podría mantener Dublín contra los rebeldes él solo. Apeló al Parlamento largo, y firmó un tratado con el mismo el 19 de junio de 1647 por el que les entregaba Dublín, a condición de que se respetasen los intereses tanto de protestantes como de aquellos católicos que no se hubieran unido a la rebelión. A principios de agosto de 1647 se embarcó hacia Inglaterra, y entregó Dublín y todas las tropas aún bajo su mando al comandante parlamentarista Michael Jones. Acto seguido, pronunció una frase que se haría célebre: "Prefiero rebeldes ingleses antes que irlandeses".
Ormonde fue el sexto canciller del Trinity College en Dublín, entre 1645 y 1688.

## Comandante de la alianza realista
Ormonde permaneció en el séquito del rey Carlos durante agosto y octubre de 1647 en el palacio de Hampton Court, pero en marzo de 1648, para evitar su arresto por parte del parlamento, se unió al de la reina y el príncipe de Gales en París. En septiembre del mismo año, tras la expulsión del nuncio del papa, la situación en Irlanda volvía a transcurrir de un modo favorable, por lo que volvió a fin de tratar de nuevo de unir a todas las partes a favor del rey. Los confederados irlandeses, tras sufrir varias desastrosas derrotas militares a manos de las fuerzas parlamentaristas, se mostraron mucho más receptivos a un compromiso. El 17 de enero de 1649, Ormonde cerró un acuerdo de paz con los rebeldes, prometiendo el libre ejercicio de su religión, y tras la ejecución del rey Carlos I de Inglaterra el 30 de enero, proclamó la legalidad de su heredero, Carlos II, quien a su vez y como agradecimiento a su apoyo le haría caballero de la Orden de la Jarretera en septiembre del mismo año.
Recibió el mando de las tropas confederadas irlandesas, así como de refuerzos realistas ingleses llegados a Irlanda desde Francia. Sin embargo, a pesar de controlar casi la totalidad de Irlanda para agosto de 1649, Ormonde no pudo evitar la conquista de Irlanda realizada por Oliver Cromwell entre 1649 y 1650. Intentó reconquistar Dublín, pero fue desbandado en la batalla de Rathmines. Luego trató de detener a Cromwell mediante una línea de poblaciones fortificadas a través del país. Sin embargo, el New Model Army las capturó una tras otra, empezando por el asedio de Drogheda en septiembre de 1649. Además, Ormonde perdió la mayoría de las tropas inglesas y protestantes del bando realista cuando en mayo de 1650 se amotinaron y se pasaron al bando de Cromwell, con lo que le quedaron tan solo las tropas católicas irlandesas, que no confiaban en él. Perdió el mando a finales de 1650 y volvió a Francia en diciembre. El Acta para la colonización de Irlanda de 1652 promovida por Cromwell supuso para Ormonde la confiscación de todas sus tierras y bienes en Irlanda, y fue excluido del perdón dado a todos los realistas que se habían rendido antes de esa fecha.
Desesperadamente falto de dinero, se unió de nuevo al séquito de Carlos II y la reina madre en París, acompañando al rey a Aquisgrán y Colonia tras su expulsión de Francia según los términos del tratado entre el Cardenal Mazarino y Cromwell firmado en 1655. En 1658 realizó una misión secreta viajando por Inglaterra disfrazado y de incógnito, con el fin de tantear el terreno para una rebelión realista. Se reunió con el rey en Fuenterrabía en 1659, y allí se entrevistó con Mazarino y se implicó activamente en las transacciones secretas inmediatamente anteriores a la Restauración inglesa.

## Carrera durante la Restauración

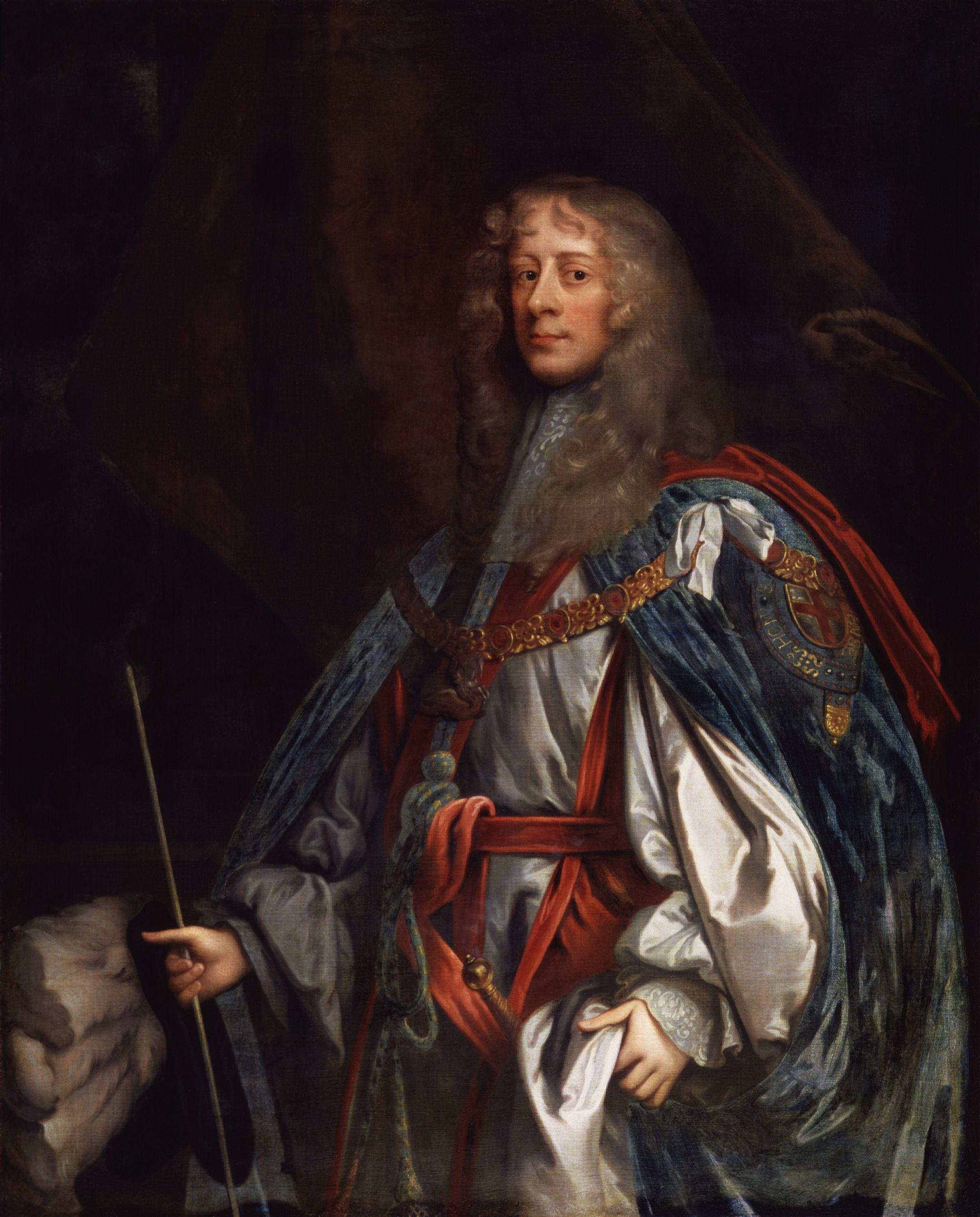

Tras el retorno de Carlos II de Inglaterra como rey, Ormonde recibió una gran cantidad de títulos y cargos oficiales: comisionado para el tesoro y la marina; Lord Mayordomo de la casa real; miembro del Consejo Privado del Reino Unido; Lord Teniente de Somerset (cargo del que dimitió en 1672); Alto Mayordomo de Westminster, Kingston upon Thames y Bristol; canciller del Trinity College de Dublín; barón Butler de Llanthony y Earl de Brecknock entre los Pares de Inglaterra; y tras la coronación, el 30 de marzo de 1661, recibió los títulos de duque de Ormonde entre los Pares de Irlanda, y Lord Alto Mayordomo. Así mismo recuperó sus enormes propiedades de Irlanda, y una apreciable indemnización por la fortuna invertida al servicio del rey, a añadir al importe de 30.000 £ que le entregó el Parlamento Irlandés. A pesar de ello, según Carte sus pérdidas excedieron a estos ingresos en algo más de 868.000 £.
El 4 de noviembre de 1661 recibió de nuevo el título de Señor Diputado de Irlanda, lo que implicaba la dirección del país como representante del rey. Gobernó Irlanda hasta marzo de 1669, cuando se le retiró el cargo a consecuencia de sus continuos enfrentamientos con George Villiers, segundo duque de Buckingham. Recobró el cargo en 1677.